# Sari Gading
Sari Gading is een bestuurslaag in het regentschap Ogan Komering Ilir van de provincie Zuid-Sumatra, Indonesië. Sari Gading telt 673 inwoners (volkstelling 2010).